# إيريك أيدل
إيريك أيدل (بالإنجليزية: Eric Idle) (و. 1943  م) هو ممثل أفلام، وممثل، وممثل هزلي، وكاتب سيناريو، وروائي، ومغن ومؤلف، وكاتب مسرحي، وكاتب، وعازف قيثارة، وشاعر غنائي، من المملكة المتحدة.

## التعليم
تعلم في جامعة كامبريدج، وكلية بمبروك ‏.

## وصلات خارجية
- إيريك أيدل على موقع IMDb (الإنجليزية)
- إيريك أيدل على موقع الموسوعة البريطانية (الإنجليزية)
- إيريك أيدل على موقع روتن توميتوز (الإنجليزية)
- إيريك أيدل على موقع مونزينجر (الألمانية)
- إيريك أيدل على موقع قاعدة بيانات الأفلام العربية
- إيريك أيدل على موقع ألو سيني (الفرنسية)
- إيريك أيدل على موقع ميوزك برينز (الإنجليزية)
- إيريك أيدل على موقع أول موفي (الإنجليزية)
- إيريك أيدل على موقع قاعدة بيانات برودواي على الإنترنت (الإنجليزية)
- إيريك أيدل على موقع قاعدة بيانات الأفلام السويدية (السويدية)